# Hypena eugrapha
Hypena eugrapha là một loài bướm đêm trong họ Erebidae.